# Нон-фикшн
Нон-фикшн, нон-фикшен (англицизм от англ. non-fiction), в переводе на рус. — невымысел, нехудожественная литература, то есть текст или медиаконтент (например кино), в сюжете которого нет вымышленных событий и вымышленных персонажей.
Нон-фикшен объединяет все разновидности литературы за исключением литературы художественной, где действуют вымышленные персонажи. Ранее, до появления в русском языке термина «нон-фикшен», тексты, «основанные на реальных событиях», классифицировались как документальная литература.
Подобно художественной литературе, нон-фикшен воздействует на эмоции читателей.

## Этимология
Термин «нон-фикшен» представляет собой заимствование из английского языка, где термин non-fiction, буквально означающий «не вымысел», используется для классификации всей литературы, не являющейся художественной (англ. fiction — выдумка).

## История
Жанр нон-фикшен появился в 1965 году с публикацией в журнале The New Yorker романа Трумена Капоте «Хладнокровное убийство» нового на тот момент жанра журналистское расследование.

## Характеристики
Произведения жанра нон-фикшен воздействует на эмоции читателей подобно художественным произведениям. При этом в произведениях нон-фикшен действуют реально существующие (существовавшие) люди и происходят события, которые произошли в реальной жизни, и особенностью жанра является эмоциональное воздействие на читателя через описание реальности, а не через вымышленных персонажей и придуманных сюжетов, как это происходит в художественной литературе.

## Состав жанра
К нон-фикшен относятся все литературные прозаические жанры, не являющиеся художественным вымыслом:
- документальная литература:
  - биография и автобиография;
  - мемуары;
  - дневник;
  - путевые заметки;
  - эссе;
  - другие документальные жанры;
- научно-популярная литература;
- литература по саморазвитию;
- справочная литература (например, книги рецептов[3]);
- журналистские расследования[3];
- другие нехудожественные жанры.

Термин «нон-фикшен» является более широким понятием, чем «документальная литература» или «документальная проза». К документальной не относится литература по самосовершенствованию (селф-хелп) и подобные жанры.